# Tigres et Hyènes
Pour plus de détails, voir Fiche technique et Distribution.
Tigres et Hyènes est un film français réalisé par Jérémie Guez et sorti en 2024. Il est diffusé sur Prime Video.

## Synopsis
Malik, un trafiquant de drogue, apprend que son beau-père Serge Lamy, qui lui a jadis sauvé la vie, s'apprête à être jugé avec des complices pour une attaque à main armée. Lors du procès, Malik fait la connaissance d'Iris, l'avocate de l'un des prévenus. Cette dernière propose au jeune homme un arrangement. Malik doit participer à un autre casse, très dangereux, en échange de la liberté de Serge. Se sentant redevable envers Serge, Malik finit par accepter et se joint à l'équipe du casse. Tous sont d'anciens criminels, aujourd’hui rangés et repentis : Avi, Ange et Azzedine.

## Fiche technique
Sauf indication contraire, les informations mentionnées dans cette section peuvent être confirmées par la base de données cinématographiques IMDb,  présente dans la section « Liens externes ».
- Titre original français : Tigres et Hyènes
- Titre international : Hunting with Tigers
- Réalisation : Jérémie Guez
- Scénario : Jérémie Guez et Louis Lagayette
- Musique : Lionel Limiñana et David Menke
- Décors : N/A
- Costumes : Sybille Langh
- Photographie : Léo Lefèvre
- Montage : N/A
- Production : Aimée Buidine, Julien Madon
- Coproduction : Bastien Sirodot
- Sociétés de production : AMP Filmworks et Cheyenne Federation
- Société de distribution : Prime Video
- Budget : 9 millions d'euros
- Pays de production :  France
- Langue originale : français
- Format : couleur
- Genre : action, thriller, film de casse
- Date de sortie[1] : 22 novembre 2024 (sur Prime Video)
- Classification[2] :
  - France : interdit aux moins de 16 ans

## Distribution
- Waël Sersoub : Malik
- Sofiane Zermani : Avi
- Géraldine Nakache : Iris
- Vincent Perez : Serge Lemy
- Samir Guesmi : Azzedine
- Cassandra Cano : Estelle
- Olivier Martinez : Ange
- Évelyne El Garby Klaï : Dounia
- Omar Salim : Chérif Zhaoui
- Rabah Nait Oufella : Karim
- Losene Keita : Ousmane
- Vincent Lecuyer : Maitre Rosier

## Production
Le scénario s'inspire en partie d'un gang de braqueurs ayant sévi à Fontainebleau en 2002.
Le tournage a lieu en Île-de-France, notamment à Argenteuil dans le Val-d'Oise, ainsi qu'à Bruxelles, Ecaussines (Belgique) et Djerba.

## Accueil
Dans Télérama, Jérémie Couston y voit au premier abord « un film de plateforme un peu bas du front, on ne va pas se mentir » même si « la griffe de Jérémie Guez sauve ce polar sans surprise ». Sur le site Première.fr, on peut notamment lire « Il y a un plaisir de cinéma communicatif chez Guez, une façon de payer hommage aux classiques du genre (à travers l’intrigue, les dialogues, la manière de mettre en scène ses personnages) qui rend son film aussi tendu que ludique. On a déjà vu ça plusieurs fois, mais Guez laisse infuser sa personnalité et, sans réinventer les codes du genre, il signe un film très carré. »
La critique du site de Télé-Loisirs est quant à elle plutôt négatives : « Mais alors que vaut ce Tigres et Hyènes ? Pas grand-chose, soyons honnêtes. Sous ses allures de polar musclé à la Olivier Marchal, le film de Jérémie Guez est complètement raté. En plus d'une écriture paresseuse, les personnages sont caricaturaux et les jeux d'acteur - comme celui de Waël Sersoub - tout sauf crédible. »